# Coral Terrace, Florida
Coral Terrace är en ort (CDP) i Miami-Dade County, i delstaten Florida, USA. Enligt United States Census Bureau har orten en folkmängd på 24 376 invånare (2010) och en landarea på 8,7 km².